# Francesco Curradi

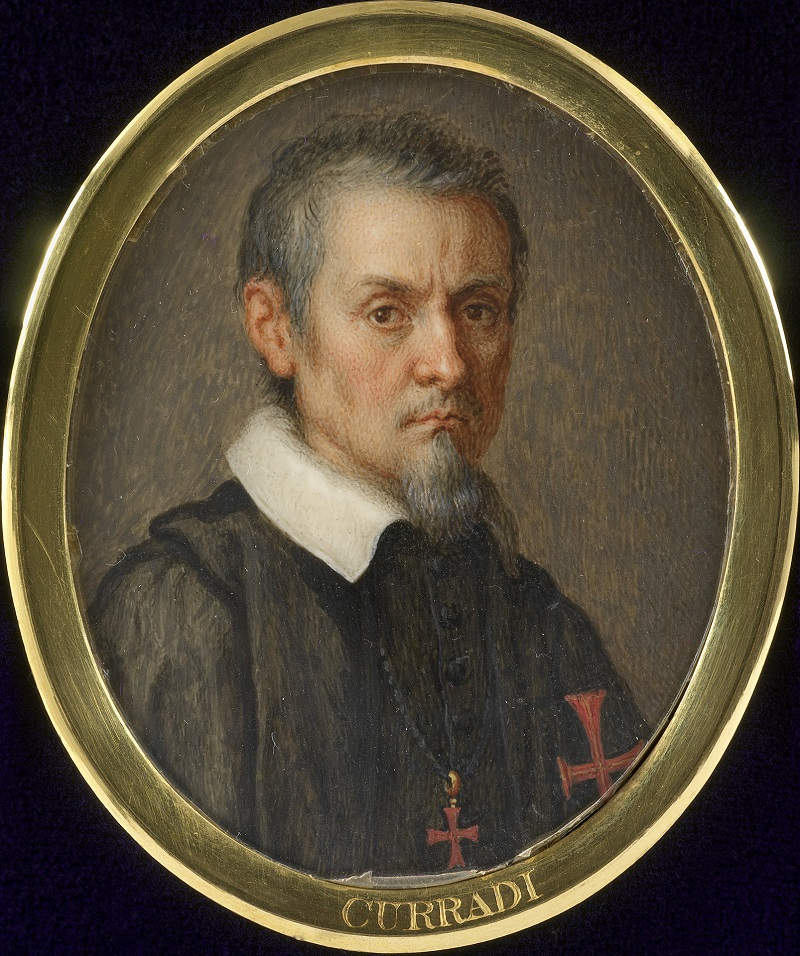
Ritratto di Francesco Curradi

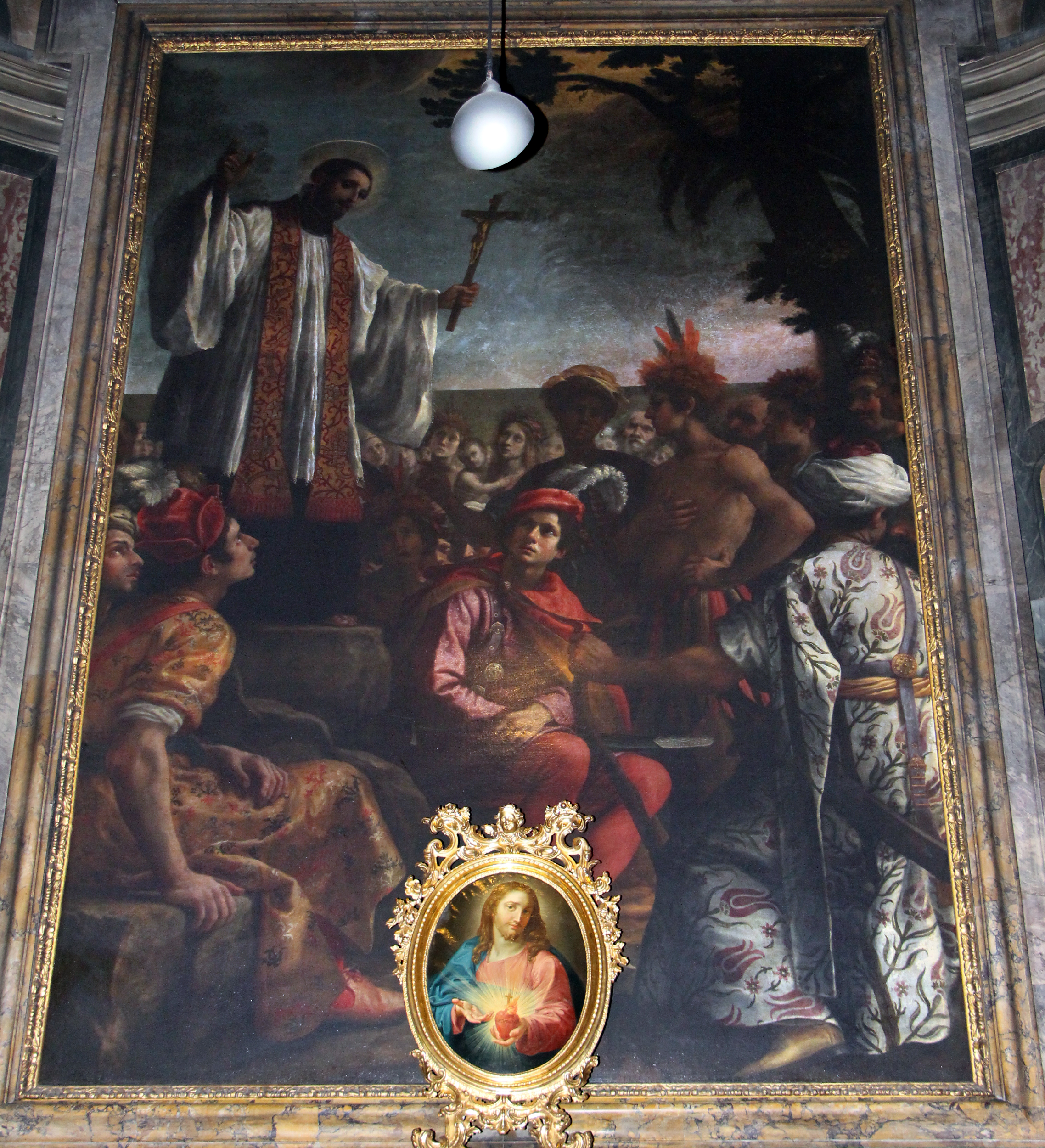
Predica di san Francesco Saverio, San Giovannino degli Scolopi, Firenze

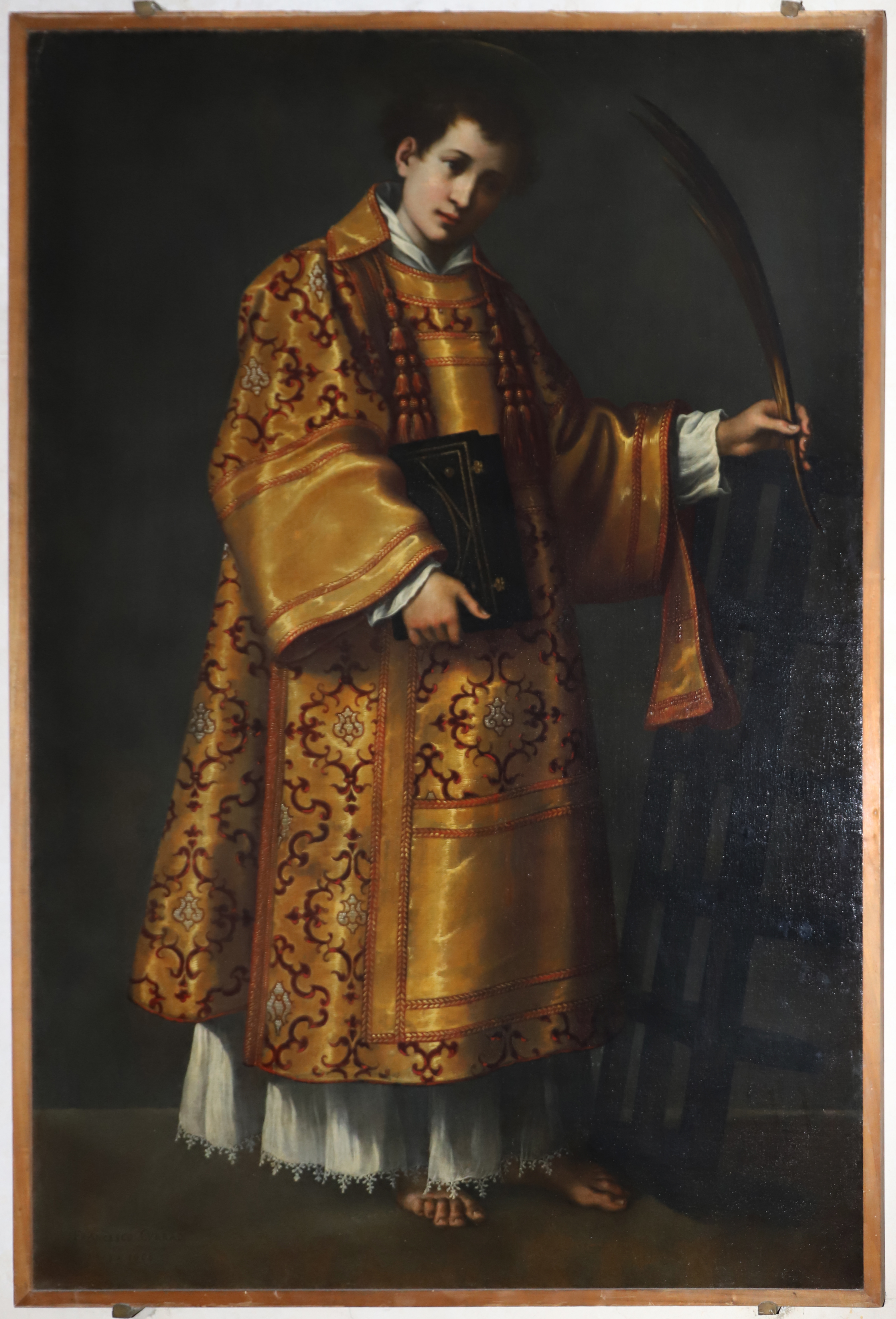
San Lorenzo, Santa Maria Maddalena de' Pazzi, Firenze

Francesco Curradi (Firenze, 15 novembre 1570 – Firenze, 1661) è stato un pittore italiano di stile barocco, il più importante esponente della pittura devozionale fiorentina della prima metà del XVII secolo, caratterizzato da uno stile riconoscibile per l'immediata efficacia delle composizioni, il disegno accurato e la morbidezza del chiaroscuro.

## Biografia
Figlio dello scultore Taddeo Curradi detto il "Battiloro", iniziò il suo apprendistato artistico alla bottega del pittore tardomanierista Giovanni Battista Naldini, con il quale collaborò in alcune opere come la Purificazione della Vergine del 1589 (chiesa di San Niccolò Oltrarno, Firenze) e l'allestimento decorativo per il Ponte alla Carraia per l'arrivo in città Cristina di Lorena. Nel 1590 si immatricolò nella corporazione dei pittori e si iscrisse all'Accademia del Disegno.
Nelle prime opere realizzate indipendentemente (come la Natività della Vergine del 1598 nella cattedrale di Volterra) sono evidenti le analogie stilistiche con pittori fiorentini della riforma, come Jacopo Ligozzi e Santi di Tito, ma a partire dall'inizio Seicento abbandonò il tardomanierismo e iniziò a ispirarsi al Cigoli o al Passignano.
La maturità artistica si manifestò a partire dal 1610-1620 circa, con opere come la Crocifissione e la Deposizione per la Compagnia di San Niccolò del Ceppo (1610), la Crocifissione con Sant'Agostino e i Dolenti nella cattedrale di Volterra (1611), il Sant'Eustachio per il convento di San Domenico al Moglio (1612) o la monumentale Assunzione della Vergine per la pieve di Santa Maria a Dicomano (1613). Frequentando il personaggio all'epoca più venerato e profondo ispiratore della sensibilità religiosa del secolo, Santa Maria Maddalena de' Pazzi, ne divenne il ritrattista ufficiale, riproducendone l'effigie in numerose opere.
Fra il 1616 e il 1617 fu impegnato con i più noti pittori fiorentini contemporanei nella decorazione della Casa Buonarroti, dove realizzò una tela della Fama che innalza Michelangelo sopra agli altri pittori.
A partire da questo periodo realizzò alcune delle sue opere più celebri e riuscite, come la Predica di san Francesco Saverio agli Indiani per la chiesa di San Giovannino degli Scolopi (Firenze, 1622), o il Narciso al fonte e l'Erminia fra i pastori (sempre 1622) commissionati dal cardinale Carlo de' Medici per decorare il Casino di San Marco, opere lo consacrarono come artista di corte, notevole anche nella realizzazione di soggetti profani. Dipinse inoltre sette lunette su tela con la Storie di Maria Maddalena nella cappella restaurata della villa di Poggio Imperiale.
La fase seguente della sua attività non è caratterizzata da significativi mutamenti di stile, a parte una certa semplificazione delle composizioni e un intorbidamento dei colori usati. Risalgono al periodo più tardo:
- un'Incoronazione della Vergine del 1646 per il romitorio delle Celle del Paradisino di Vallombrosa, assieme ad altri dipinti con Santi vallombrosani (1648);
- la Predica del Battista per la cappella Rondoni nella chiesa di Santa Trinita a Firenze del 1649.

Morì nella sua città natale nel 1661. Dopo essere stato sepolto in Santa Felicita venne poi traslato nella tomba di famiglia in San Gaetano.

## Galleria d'immagini

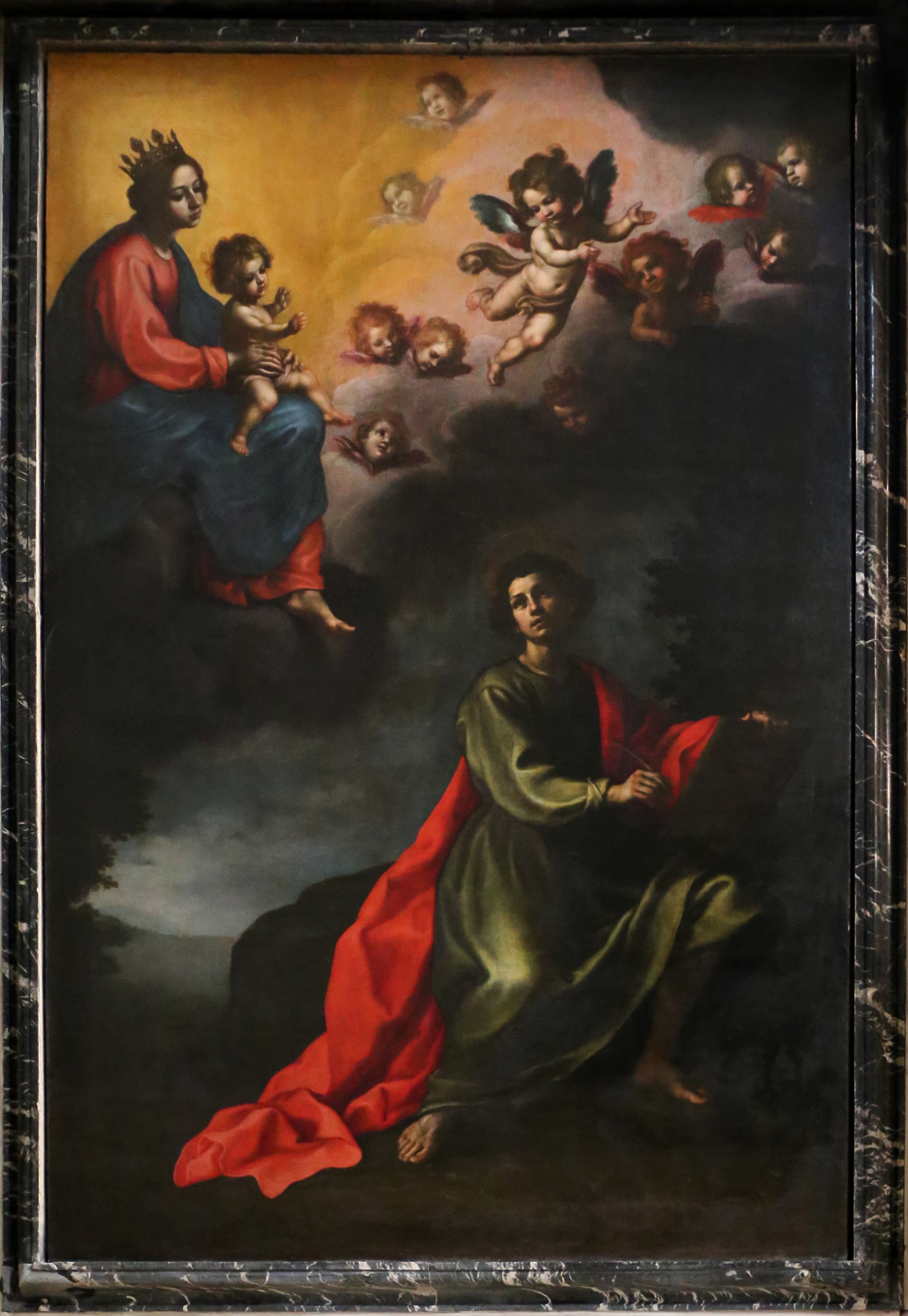
Apparizione della Madonna col Bambino a San Giovanni
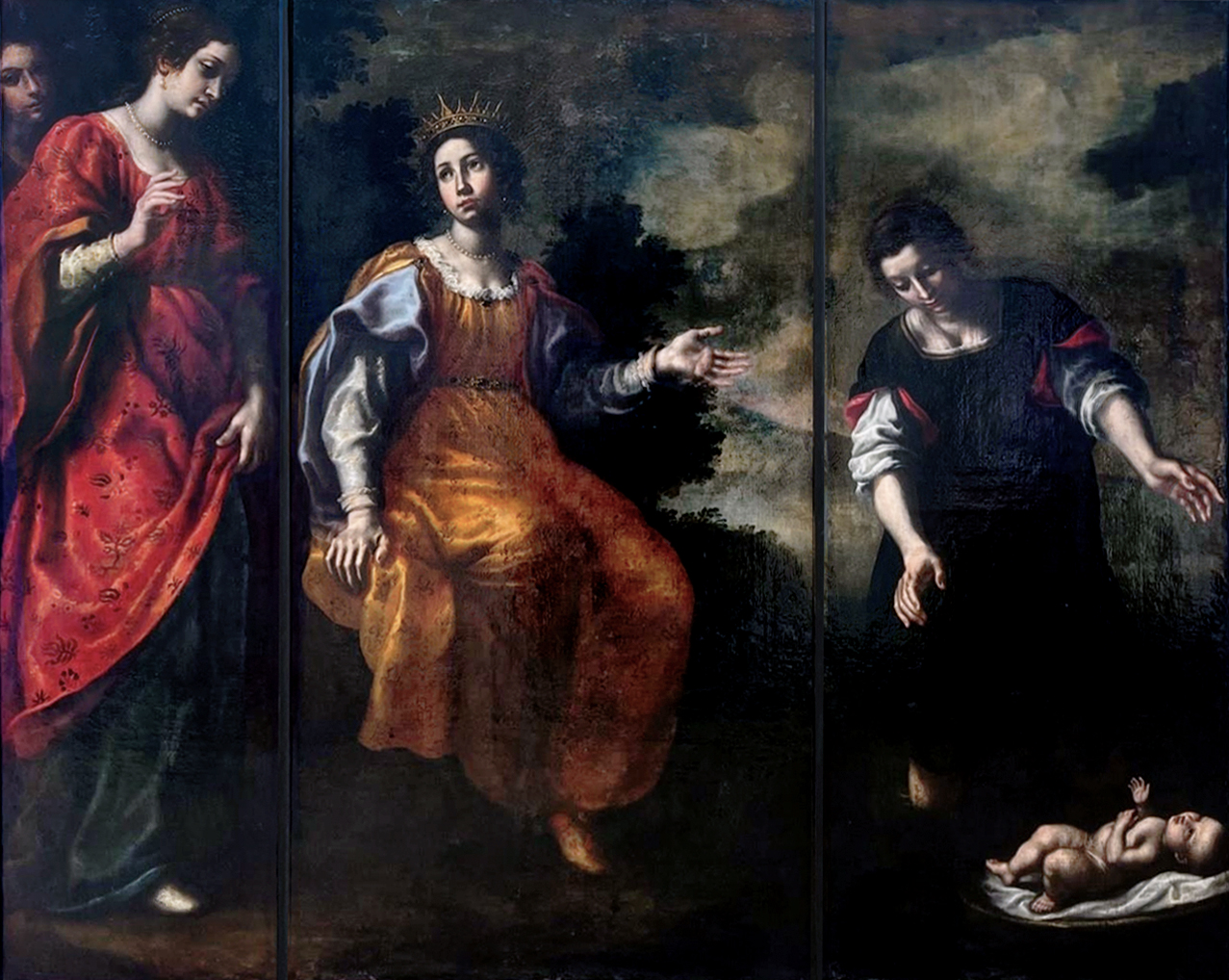
Mosé Salvato Dalle Acque
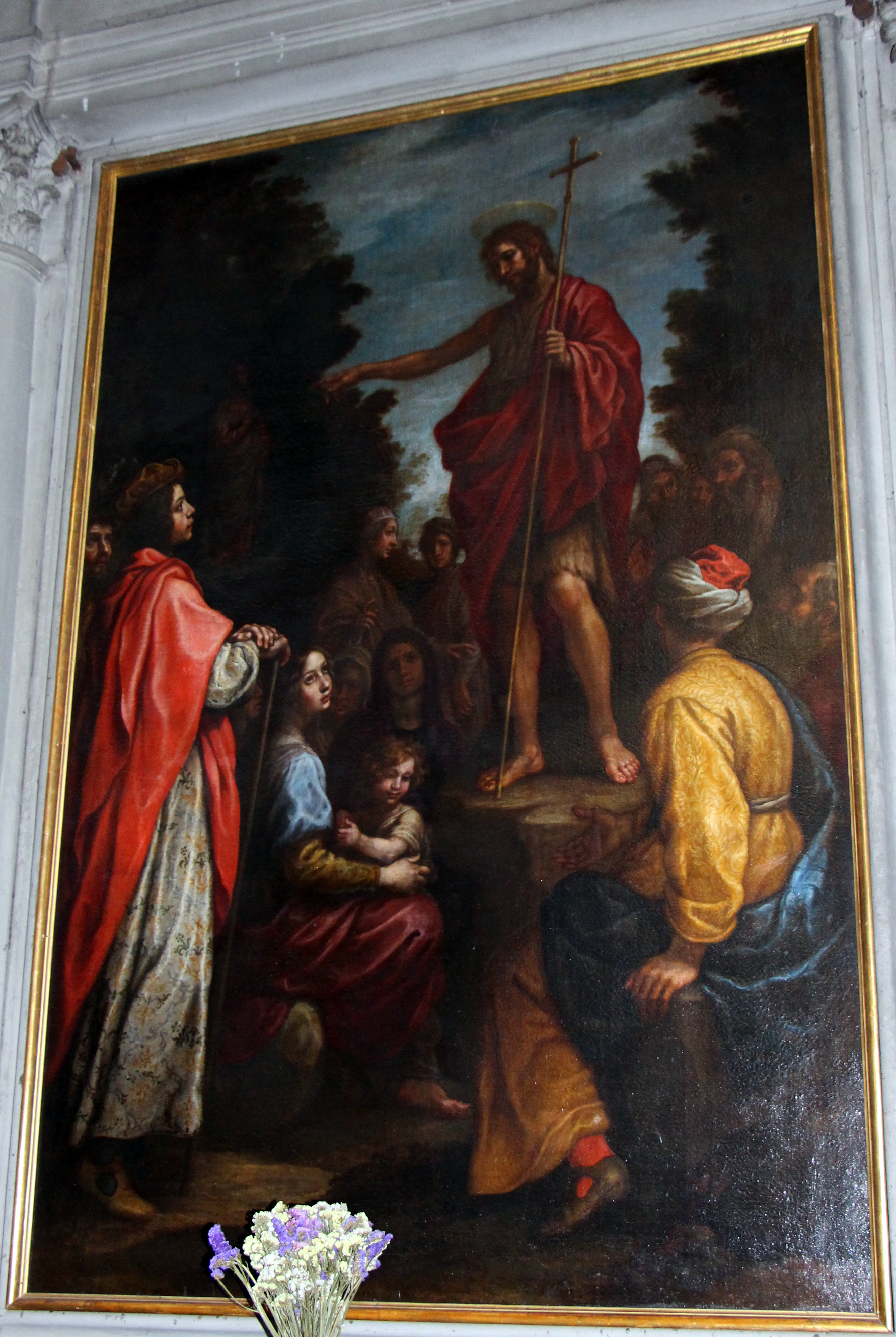
Predica del Battista
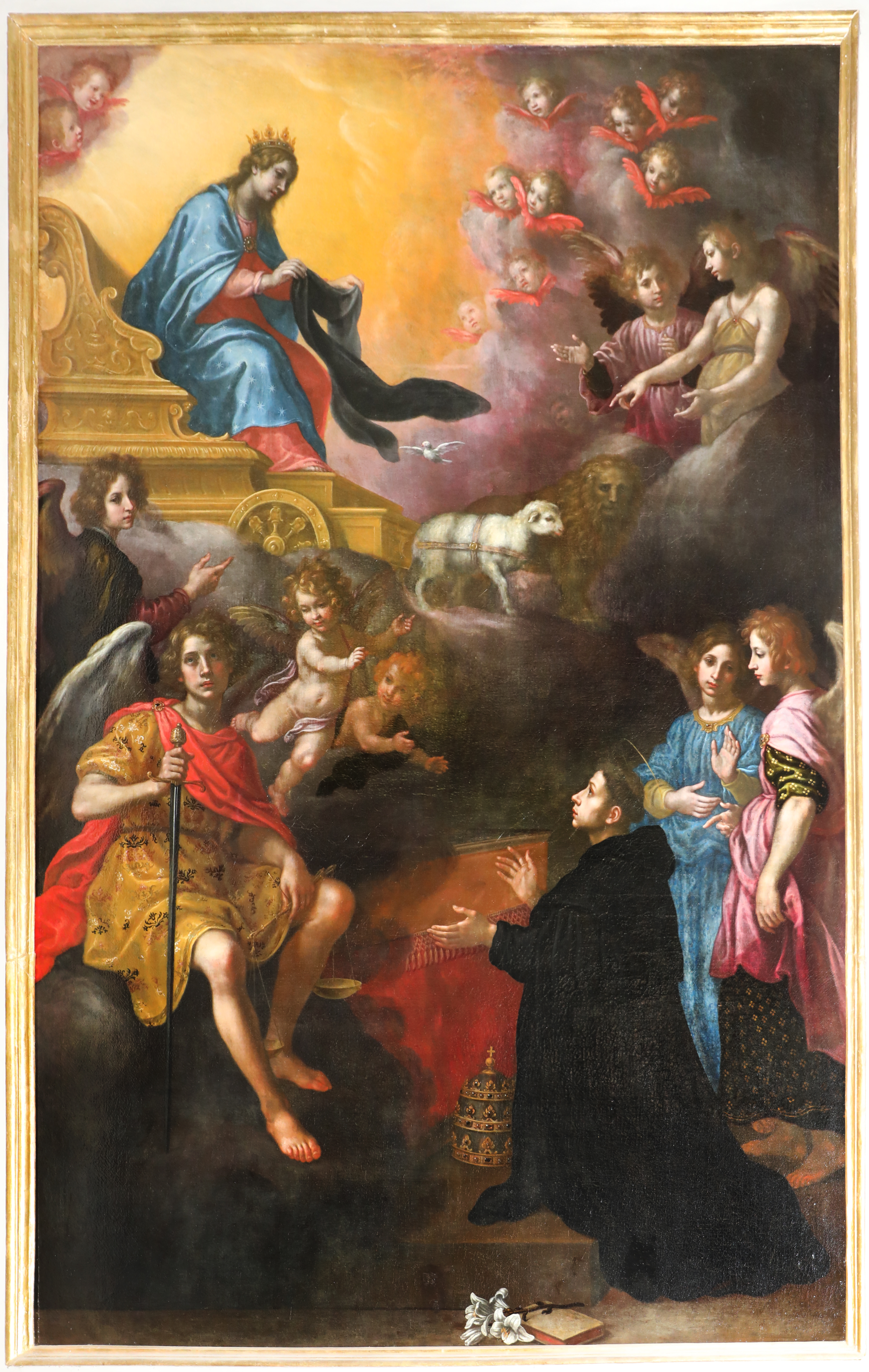
Visione di San Filippo Benizzi
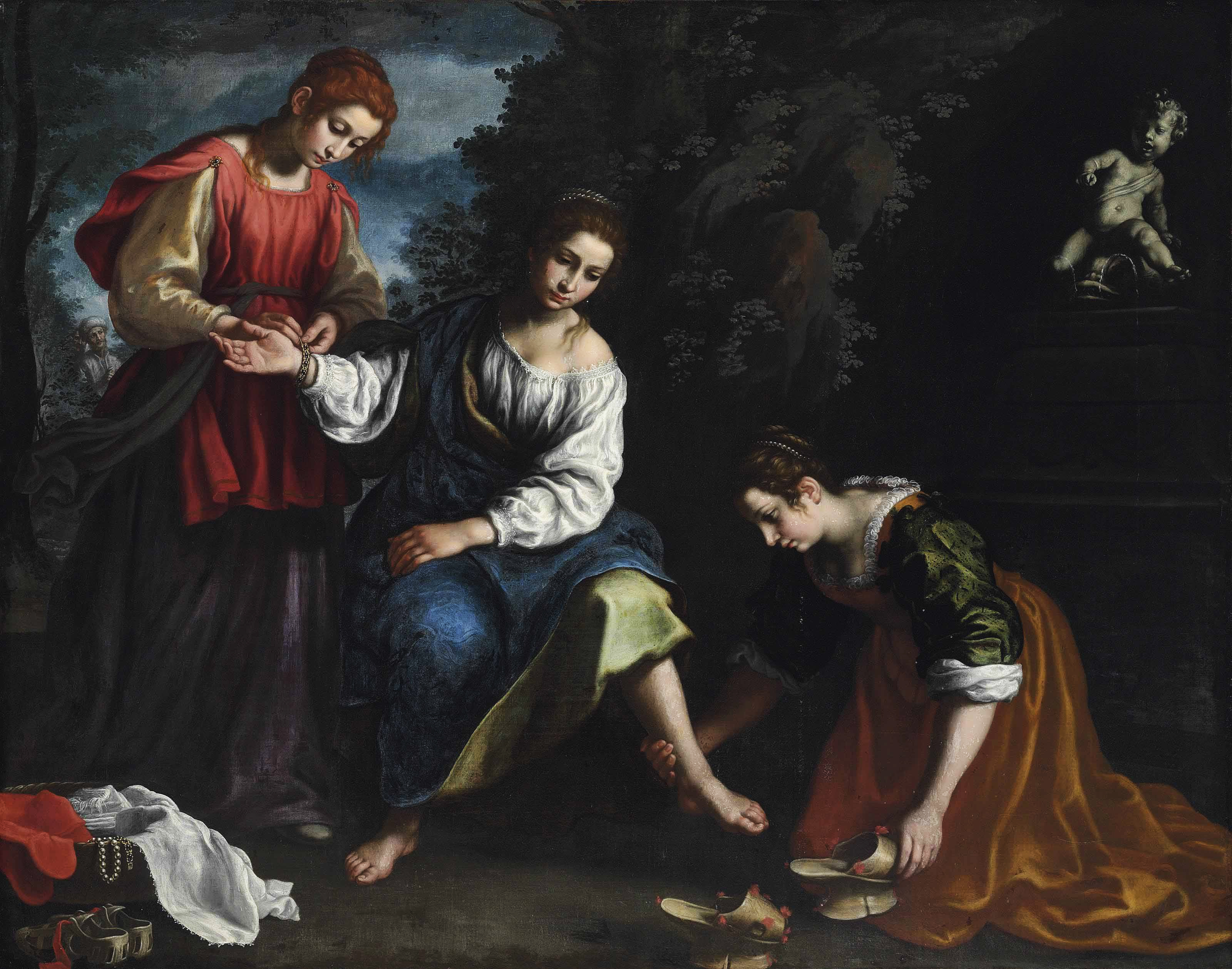
Betsabea al Suo Bagno
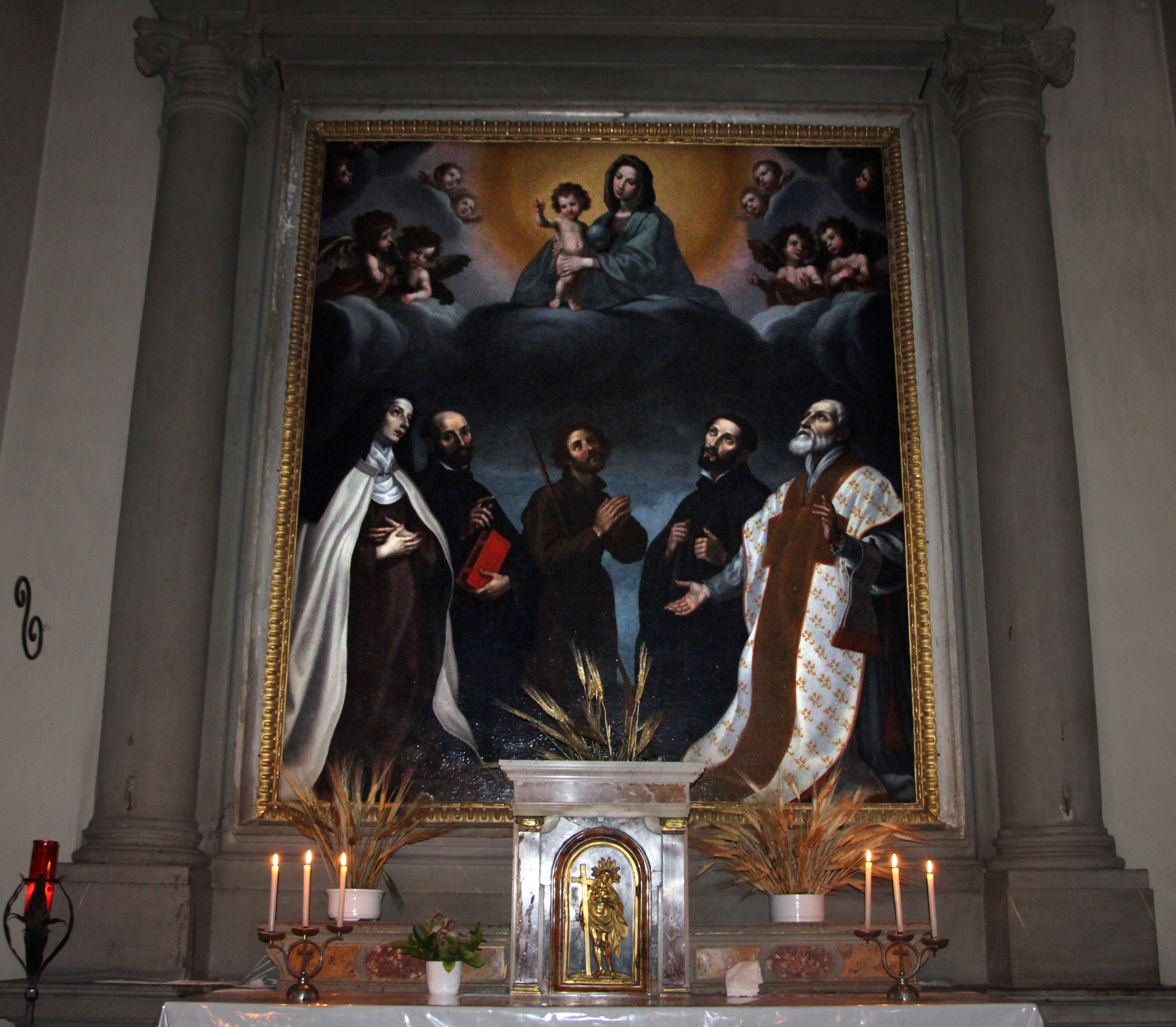
Madonna in Gloria con Santi
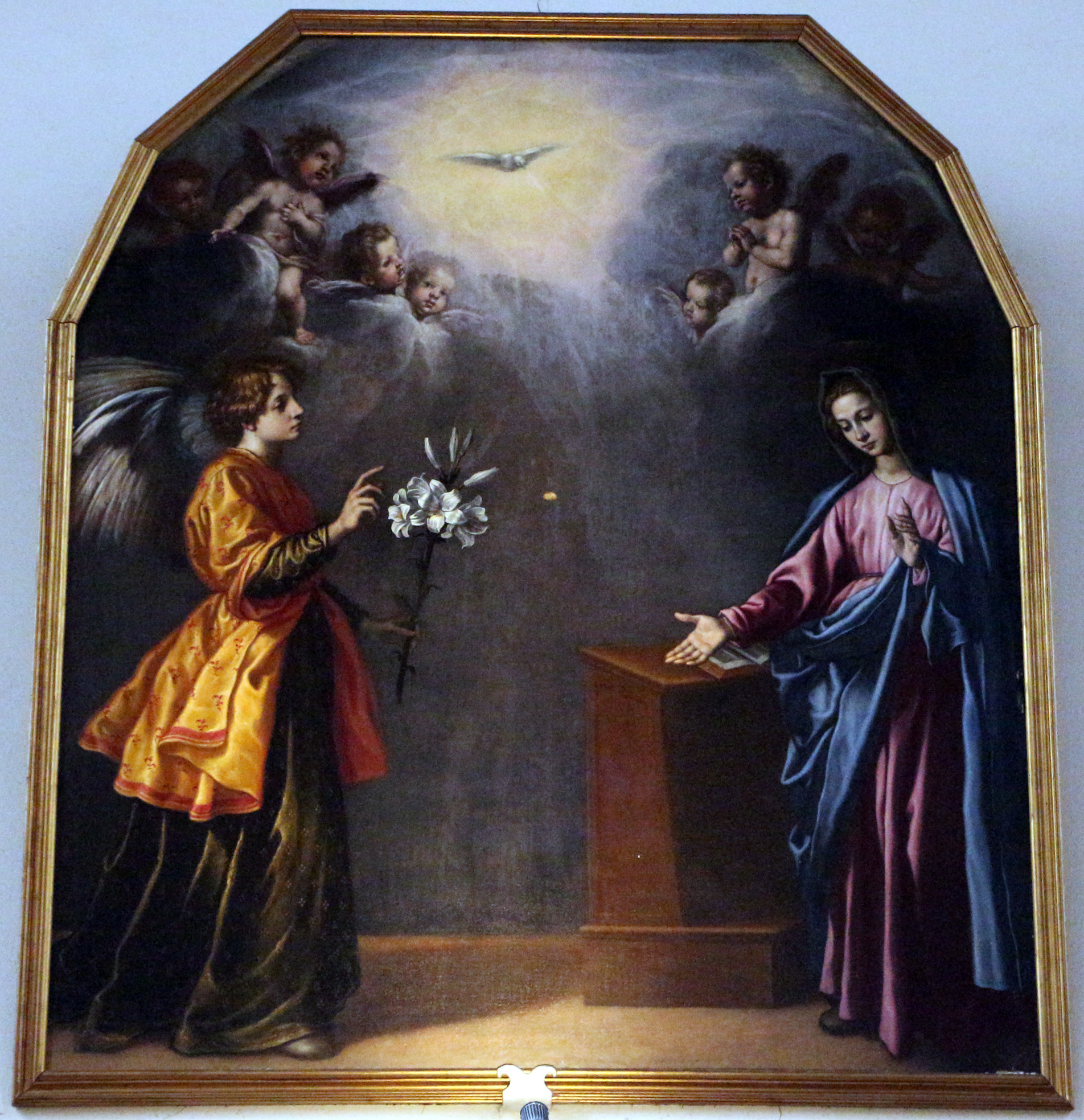
Annunciazione
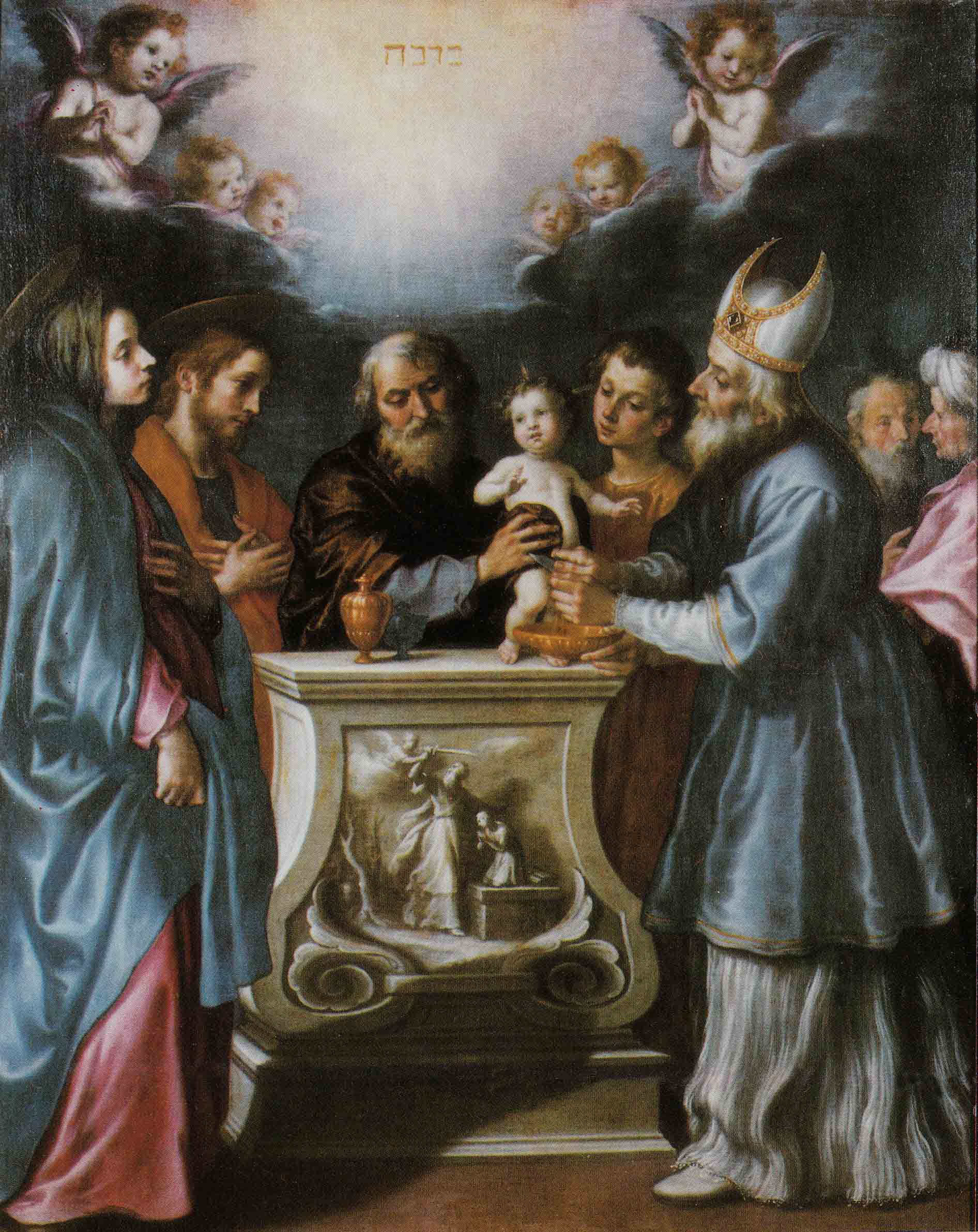
Circoncisione di Gesù